# Gouvernement Erdoğan I
Pour les articles homonymes, voir Gouvernement Erdoğan.
République de Turquie
Gül Erdoğan II
Le gouvernement Erdoğan I (en turc : 59. Türkiye Hükûmeti) est le cinquante-neuvième gouvernement de la république de Turquie, en fonction entre le 14 mars 2003 et le 28 août 2007, durant la vingt-deuxième législature de la Grande Assemblée nationale de Turquie.

## Coalition et historique
Dirigé par le nouveau Premier ministre islamo-conservateur Recep Tayyip Erdoğan, ce gouvernement est constitué et soutenu par le seul Parti de la justice et du développement (AKP). À lui seul, il dispose de 363 députés sur 550, soit 66 % des sièges de la Grande Assemblée nationale.
Il est formé à la suite de la démission du Premier ministre islamo-conservateur Abdullah Gül, au pouvoir depuis novembre 2002. Il succède donc au gouvernement Gül, lui aussi constitué et soutenu par le seul AKP.

### Formation
Lors des élections législatives anticipées du 3 novembre 2002, l'AKP, parti fondé en août 2001 par l'ancien maire d'Istanbul Recep Tayyip Erdoğan, remporte plus de 34 % des voix, et les deux tiers des sièges du Parlement du fait d'un seuil électoral fixé à 10 % des suffrages exprimés. Toutefois, Erdoğan ne peut accéder aux fonctions de Premier ministre, ne détenant pas de mandat parlementaire. Sa condamnation en 1998 pour « incitation à la violence » et « haine religieuse » le rend en effet inéligible malgré le fait qu'il ait été amnistié et qu'elle ait été effacée de son casier judiciaire,. Son bras droit, le cofondateur de l'AKP Abdullah Gül, prend alors la direction de l'exécutif. La majorité parlementaire amende aussitôt le Code pénal, annulant le caractère politique de la sentence infligée au président général du parti.
À la suite d'une décision du conseil électoral, une élection partielle est convoquée dans la circonscription de Siirt, du fait d'irrégularités commises le jour du vote. Recep Tayyip Erdoğan s'y présente et sa liste remporte les trois sièges à pourvoir, avec un score de plus de 80 %. Gül démissionne trois jours plus tard, permettant à Erdoğan de former son gouvernement dès le 14 mars.

### Décisions et politique
L'une des premières décisions que doit prendre ce gouvernement concerne sa position vis-à-vis de l'invasion américaine de l'Irak en 2003. Le 1er mars 2003, le gouvernement Gül échoue, à trois voix près, à faire adopter un texte autorisant le déploiement de 62 000 soldats américains en Turquie afin d'ouvrir un deuxième front vers Bagdad, ainsi que l'intervention de soldats turcs sur le territoire de l'Irak et l'obtention d'un prêt américain de 25 milliards de dollars. Faire passer cette décision est le premier objectif du nouveau gouvernement, mais la population comme le parti au pouvoir sont divisés.
Le nouveau gouvernement adopte des réformes économiques qui relancent la croissance. De nombreuses privatisations d'entreprises ont lieu sous l'impulsion du gouvernement Erdoğan dès son entrée en fonction, comme des industries lourdes, des hôtels, des opérateurs de télécommunications, etc. Cependant, contrairement au programme présenté en 2002, le gouvernement ne réduit pas le nombre de fonctionnaires. 
Le Premier ministre conduit initialement une politique réformiste pro-européenne, visant à l'intégration progressive de la Turquie au sein de l'Union européenne, ce qui passe par des réformes. Sur le plan judiciaire, la Turquie abolit la peine de mort et adopte un nouveau Code pénal. Elle prend une position de compromis sur la question chypriote, soutenant la réunification de l'île, dont la moitié nord est occupée et revendiquée par Ankara. Cependant, le gouvernement amorce par la suite un virage en sens contraire, s'éloignant de l'objectif de rapprochement avec l'Europe.

### Succession
Le 29 avril 2007, puis le 6 mai, la majorité ne parvient pas à faire élire le ministre des Affaires étrangères Abdullah Gül à la présidence de la République, du fait du boycott des partis d'opposition. Bien que Gül ait remporté la majorité requise, la Cour constitutionnelle estime que le quorum nécessaire n'était pas atteint. Le 10 mai, Erdoğan annonce donc la dissolution de la Grande Assemblée nationale.
Les élections législatives du 22 juillet sont un véritable succès pour l'AKP, qui totalise 46,6 % des voix. Le parti doit cependant se contenter de 341 députés, le Parti d'action nationaliste (MHP) ayant franchi le seuil des 10 %. Conservant une solide majorité absolue, Recep Tayyip Erdoğan forme son deuxième gouvernement le 29 août, un jour après avoir fait élire Gül aux fonctions de chef de l'État.

## Composition

### Initiale (14 mars 2003)
- Les nouveaux ministres sont indiqués en gras, ceux ayant changé d'attributions en italique.

| Fonction                                                                   | Titulaire | Titulaire                                       | Parti |
| -------------------------------------------------------------------------- | --------- | ----------------------------------------------- | ----- |
| Premier ministre                                                           |           | Recep Tayyip Erdoğan                            | AKP   |
| Vice-Premier ministre Ministre des Affaires étrangères                     |           | Abdullah Gül                                    | AKP   |
| Vice-Premier ministre Ministre d'État                                      |           | Mehmet Ali Şahin                                | AKP   |
| Vice-Premier ministre Ministre d'État                                      |           | Abdüllatif Şener                                | AKP   |
| Ministre d'État                                                            |           | Mehmet Aydın                                    | AKP   |
| Ministre d'État                                                            |           | Beşir Atalay                                    | AKP   |
| Ministre d'État                                                            |           | Ali Babacan                                     | AKP   |
| Ministre d'État                                                            |           | Güldal Akşit (à partir du 29/04/2003)           | AKP   |
| Ministre d'État                                                            |           | Kürşad Tüzmen (à partir du 08/05/2003)          | AKP   |
| Ministre de la Justice                                                     |           | Cemil Çiçek                                     | AKP   |
| Ministre de la Défense nationale                                           |           | Vecdi Gönül                                     | AKP   |
| Ministre de l'Intérieur                                                    |           | Abdülkadir Aksu                                 | AKP   |
| Ministre des Finances                                                      |           | Kemal Unakıtan                                  | AKP   |
| Ministre de l'Éducation nationale                                          |           | Hüseyin Çelik                                   | AKP   |
| Ministre des Travaux publics et du Logement                                |           | Zeki Ergezen                                    | AKP   |
| Ministre de la Santé                                                       |           | Recep Akdağ                                     | AKP   |
| Ministre des Transports et des Communications                              |           | Binali Yıldırım                                 | AKP   |
| Ministre de l'Agriculture et des Affaires rurales                          |           | Sami Güçlü                                      | AKP   |
| Ministre du Travail et de la Sécurité sociale                              |           | Murat Başesgioğlu                               | AKP   |
| Ministre de l'Industrie et du Commerce                                     |           | Ali Coşkun                                      | AKP   |
| Ministre de l'Énergie et des Ressources naturelles                         |           | Mehmet Hilmi Güler                              | AKP   |
| Ministre de la Culture Ministre de la Culture et du Tourisme (29/04/2003)  |           | Erkan Mumcu Atilla Koç (à partir du 21/02/2005) | AKP   |
| Ministre du Tourisme                                                       |           | Güldal Akşit (jusqu'au 29/04/2003)              | AKP   |
| Ministre des Forêts Ministre de l'Environnement et des Forêts (08/05/2003) |           | Osman Pepe                                      | AKP   |
| Ministre de l'Environnement                                                |           | Kürşad Tüzmen (jusqu'au 08/05/2003)             | AKP   |

### Remaniement du 2 juin 2005
- Les nouveaux ministres sont indiqués en gras, ceux ayant changé d'attributions en italique.

| Fonction                                                      | Titulaire | Titulaire            | Parti |
| ------------------------------------------------------------- | --------- | -------------------- | ----- |
| Premier ministre                                              |           | Recep Tayyip Erdoğan | AKP   |
| Vice-Premier ministre Ministre des Affaires étrangères        |           | Abdullah Gül         | AKP   |
| Vice-Premier ministre Ministre d'État                         |           | Mehmet Ali Şahin     | AKP   |
| Vice-Premier ministre Ministre d'État                         |           | Abdüllatif Şener     | AKP   |
| Ministre d'État                                               |           | Mehmet Aydın         | AKP   |
| Ministre d'État                                               |           | Beşir Atalay         | AKP   |
| Ministre d'État                                               |           | Ali Babacan          | AKP   |
| Ministre d'État chargée des femmes et des Affaires familiales |           | Nimet Çubukçu        | AKP   |
| Ministre d'État                                               |           | Kürşad Tüzmen        | AKP   |
| Ministre de la Justice                                        |           | Cemil Çiçek          | AKP   |
| Ministre de la Défense nationale                              |           | Vecdi Gönül          | AKP   |
| Ministre de l'Intérieur                                       |           | Abdülkadir Aksu      | AKP   |
| Ministre des Finances                                         |           | Kemal Unakıtan       | AKP   |
| Ministre de l'Éducation nationale                             |           | Hüseyin Çelik        | AKP   |
| Ministre des Travaux publics et du Logement                   |           | Faruk Nafız Özak     | AKP   |
| Ministre de la Santé                                          |           | Recep Akdağ          | AKP   |
| Ministre des Transports et des Communications                 |           | Binali Yıldırım      | AKP   |
| Ministre de l'Agriculture et des Affaires rurales             |           | Mehmet Mehdi Eker    | AKP   |
| Ministre du Travail et de la Sécurité sociale                 |           | Murat Başesgioğlu    | AKP   |
| Ministre de l'Industrie et du Commerce                        |           | Ali Coşkun           | AKP   |
| Ministre de l'Énergie et des Ressources naturelles            |           | Mehmet Hilmi Güler   | AKP   |
| Ministre de la Culture et du Tourisme                         |           | Atilla Koç           | AKP   |
| Ministre de l'Environnement et des Forêts                     |           | Osman Pepe           | AKP   |

### Remaniement du 7 mai 2007
- Les nouveaux ministres sont indiqués en gras, ceux ayant changé d'attributions en italique.

| Fonction                                                      | Titulaire | Titulaire            | Parti |
| ------------------------------------------------------------- | --------- | -------------------- | ----- |
| Premier ministre                                              |           | Recep Tayyip Erdoğan | AKP   |
| Vice-Premier ministre Ministre des Affaires étrangères        |           | Abdullah Gül         | AKP   |
| Vice-Premier ministre Ministre d'État                         |           | Mehmet Ali Şahin     | AKP   |
| Vice-Premier ministre Ministre d'État                         |           | Abdüllatif Şener     | AKP   |
| Ministre d'État                                               |           | Mehmet Aydın         | AKP   |
| Ministre d'État                                               |           | Beşir Atalay         | AKP   |
| Ministre d'État                                               |           | Ali Babacan          | AKP   |
| Ministre d'État chargée des femmes et des Affaires familiales |           | Nimet Çubukçu        | AKP   |
| Ministre d'État                                               |           | Kürşad Tüzmen        | AKP   |
| Ministre de la Justice                                        |           | Fahri Kasırga        | Sans  |
| Ministre de la Défense nationale                              |           | Vecdi Gönül          | AKP   |
| Ministre de l'Intérieur                                       |           | Osman Güneş          | Sans  |
| Ministre des Finances                                         |           | Kemal Unakıtan       | AKP   |
| Ministre de l'Éducation nationale                             |           | Hüseyin Çelik        | AKP   |
| Ministre des Travaux publics et du Logement                   |           | Faruk Nafız Özak     | AKP   |
| Ministre de la Santé                                          |           | Recep Akdağ          | AKP   |
| Ministre des Transports et des Communications                 |           | İsmet Yılmaz         | Sans  |
| Ministre de l'Agriculture et des Affaires rurales             |           | Mehmet Mehdi Eker    | AKP   |
| Ministre du Travail et de la Sécurité sociale                 |           | Murat Başesgioğlu    | AKP   |
| Ministre de l'Industrie et du Commerce                        |           | Ali Coşkun           | AKP   |
| Ministre de l'Énergie et des Ressources naturelles            |           | Mehmet Hilmi Güler   | AKP   |
| Ministre de la Culture et du Tourisme                         |           | Atilla Koç           | AKP   |
| Ministre de l'Environnement et des Forêts                     |           | Osman Pepe           | AKP   |